# Церква адвентистів сьомого дня

Символ

Адвенти́сти сьо́мого дня (скор. АСД; англ. Seventh Day Adventists, скор. SDA) — один із напрямків протестантизму, що виник у XIX столітті в США. Найхарактерніші риси віровизнання — переконання в необхідності дотримання всіх Десяти заповідей (зокрема, буквального дотримання заповіді Суботи) й віра у близьке Друге пришестя Ісуса Христа. 
Доктринальне вчення ортодоксальних адвентистів, успадковане від ранішого протестантизму: виправдання людини перед Богом дарується — благодаттю, й тільки за вірою в Ісуса Христа (у Його жертву на Голгофському хресті).
На думку сучасних адвентистів, чесноти є плодом Духа Святого. Плід Духа зростає у характері християнина. При цьому плодами Духа Святого є такі риси характеру, як любов, радість, мир, терпеливість, милосердя, віра, скромність, стриманість.
Світовою церквою керує Генеральна конференція адвентистів сьомого дня, а невеликими регіонами керують відділи, союзні конференції та місцеві конференції. 

## Походження назви
Назва «Адвентисти сьомого дня» відображає дві основні доктрини церкви АСД:
1. Про явне й видиме Друге пришестя Христа у славі, яке невдовзі очікується
2. Про святість сьомого дня тижня: адвентисти наполягають на додержанні суботи як встановленої під час створення світу задовго до епохи Старого Заповіту (згадується також і в четвертій заповіді Декалогу в Старому Заповіті).

За їхніми твердженнями, Субота є передусім «печаткою авторитету» — у цьому разі, авторитету Небесного, Божого правління (на відміну від неділі, яка трактується адвентистами як символ католицької традиції, що свідчить про привласнення церквою права змінювати свята своїм авторитетом і владою своїх постанов — за твердженням самої Католицької церкви, у Біблії немає жодного місця, яке зобов'язує замінити суботу на неділю).
Слово «адвентист» (англ. adventist) походить від лат. adventus («поява», «настання», лат. ad ventus «біля порога», у сенсі Пришестя), під чим розуміють віру у скоре Друге пришестя Ісуса Христа та, після пришестя, воскресіння і вознесіння праведників на небеса.

## Історія адвентизму

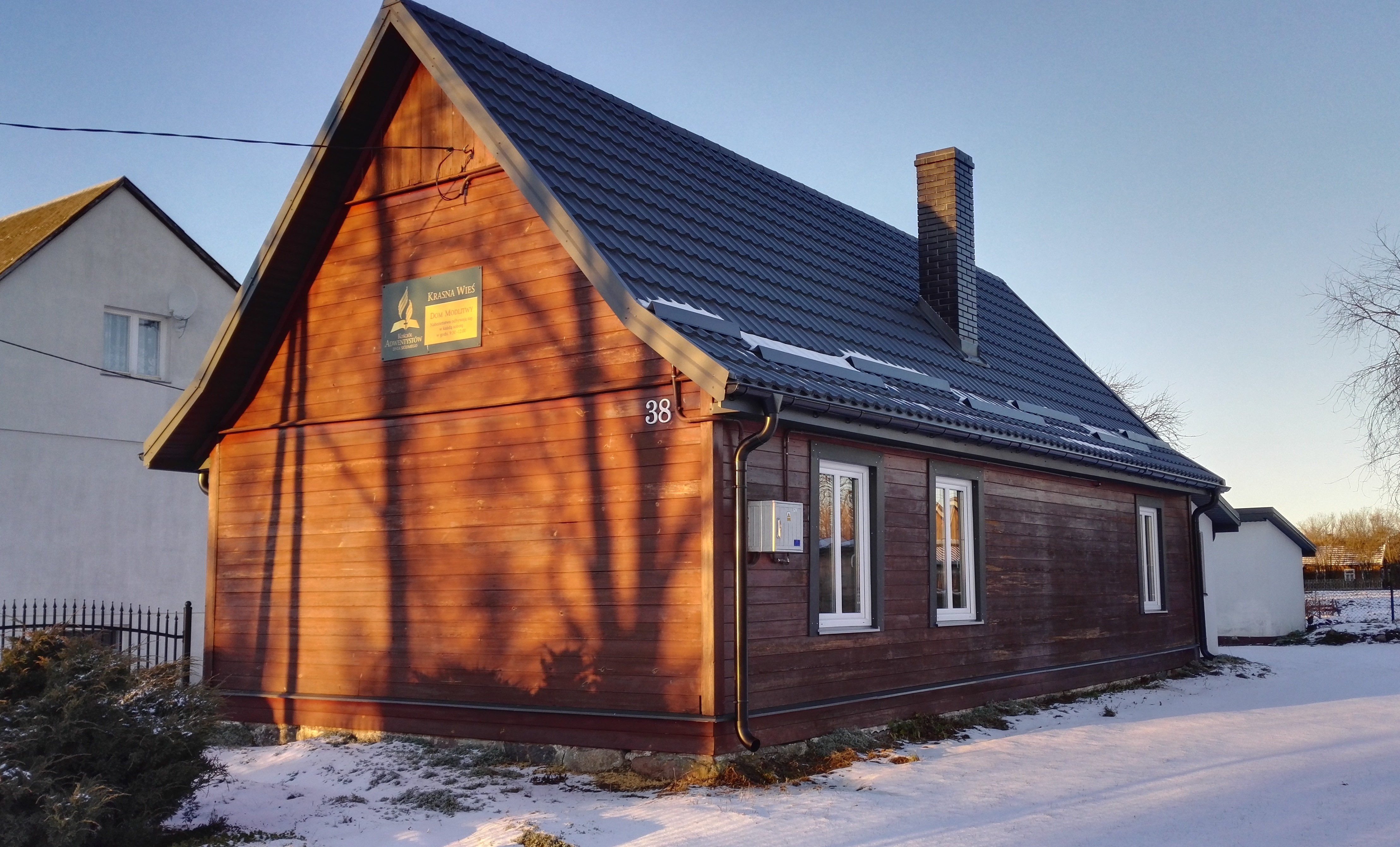
Церква адвентистів сьомого дня у Красному Селі, Польща

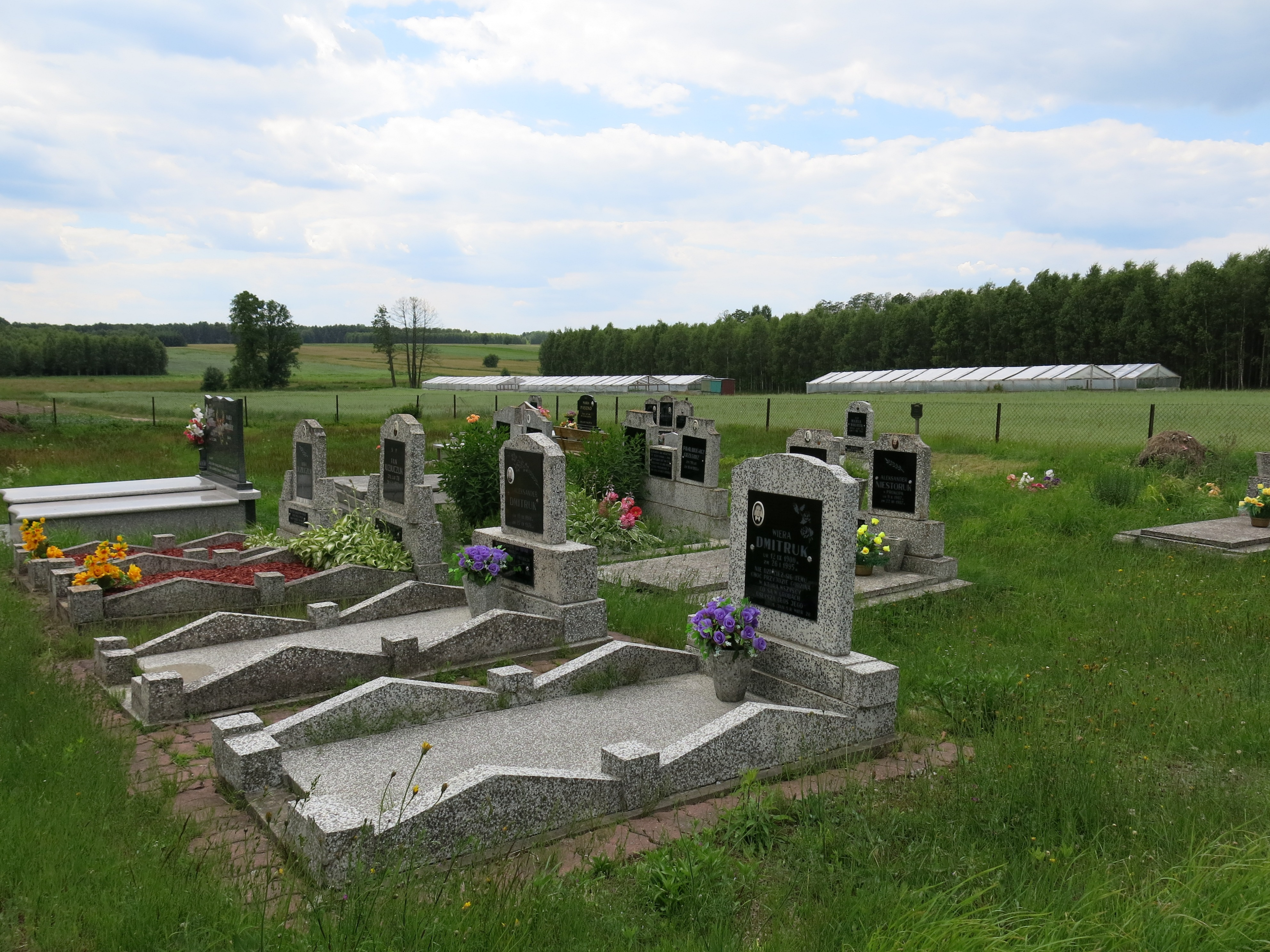
Цвинтар адвентистів сьомого дня у Красному Селі, Польща

Адвентистський рух зародився на початку XIX століття серед груп баптистів, методистів та інших протестантів.
У 30-х роках XIX століття у США проповідник однієї з баптистських церков Вільям Міллер (1782—1849) заявив, що йому вдалося, вивчаючи Біблію, вирахувати точну дату пришестя Христа — 21 березня 1843 року, і видав книгу «Докази Письма та історії про Друге пришестя Христа у 1843 році, викладені у вигляді доповідей». Загалом Вільям Міллер висунув 15 доказів того, що Христос прийде саме цього року. Разом вони були зібрані тільки у невеликому трактаті, виданому Міллером у січні 1843 року у відповідь його критикам. Потім цю дату він переносив із 21 березня на 22 жовтня 1844 року — за різними календарями, однак видимого Другого пришестя Христа так і не сталося. Подальші спроби реформування як самого нового релігійного руху, так і його організаційних структур послідовниками Міллера поклали початок цілій низці розколів. Надалі сам Міллер визнав доктринальну помилку, яка призвела його до хибного тлумачення Біблії. 
Після «Великого розчарування» (термін самих адвентистів), спричиненого тим, що сподівана подія не відбулася, учні та послідовники Міллера уникали озвучування точної дати повернення Ісуса Христа на Землю.
У 40-х роках XIX століття з'явилися перші групи адвентистів, що дотримувалися Суботи. У 1863 році вони об'єднались у єдину централізовану організацію під новою назвою Адвентисти сьомого дня (АСД). Молода жінка Еллен Вайт (1827—1915) переконала невелику групу міллеритів в тому, що їй було видіння від Бога, та що вони правильно вирахували час. За її словами, того дня сталася винятково важлива подія — «Христос увійшов у Свята Святих небесного храму».
З кінця XIX століття релігійне об'єднання адвентистів існувало в Російській імперії.

### Адвентисти у Радянському Союзі
1928 року, під тиском радянської влади, керівництво АСД було змушене відмовитися від виконання двох заповідей — заборони служіння в армії та праці в суботу. Тому більшість вірних пішла в підпілля, додавши до назви конфесії слова «вірні й вільні» (ВВАСД). До Перебудови вони зазнавали переслідувань і репресій.
Усі керівники радянських адвентистів у цей період загинули в концтаборах. Г. Освальд і П. Мажура загинули ще за сталінських часів; їхній наступник, релігійний письменник В. Шелков, пробув у в'язниці 26 років і помер у 84-річному віці у таборі суворого режиму.
У радянській Україні адвентисти діяли у восьми областях.
1979 року репресії проти релігійних конфесій значно посилилися. Однією з жорстоких форм репресій у цей час було позбавлення батьківських прав і відправлення дітей вірян до дитячих будинків та інтернатів. КДБ намагалося викрити підпільне видавництво ВВАСД «Вірний свідок». Було здійснено сотні обшуків з вилученням релігійної літератури, заарештовано понад 70 осіб. Радянська преса публікувала неправдиву інформацію, наклепи на звинувачених, засуджених за статтями 190.1, 162 та 92 УК РРФСР. 1979 року на захист переслідуваних та проти грубих порушень прав вірних виступали представники Московської Гельсінської групи Олена Боннер, Віктор Нєкіпєлов, Софія Калістратова, Мальва Ланда та ін.
Послідовні адвентисти, як і протестанти, яким було заборонено чинити опір злу, свідомо йшли на ув'язнення, де зазнавали знущань, цькувань, а часто і каліцтв.

## Віровчення і спосіб життя
Загалом теологія Адвентизму сьомого дня ґрунтується на п'яти принципах, сформульованих ще в часи Реформації, а саме, Sola scriptura («тільки Писанням»), Sola gratia («тільки благодаттю»), Sola fide («тільки вірою»), Solus Christus («тільки Христос») та Soli Deo gloria («тільки Богу слава»), які узагальнюються як Quinque sola («П'ять „тільки“»). Адвентизм визнає також тези Нікейсько-Царгородського Символу віри, проте є певні відмінності в розумінні цих тез, у порівнянні з розумінням Символу віри в православ'ї та католицизмі. 
Отож, адвентисти проголошують основою віровчення суто Святе Письмо (принцип «Sola Scriptura»). Церква АСД також визнає як авторитет віровчення праці Еллен Вайт, яку шанують як Божого пророка («вісницю Божу»).
Головними відмінностями своєї церкви адвентисти сьомого дня вважають дотримання усіх заповідей Декалогу (зокрема, заповіді про суботу) і наявність «духу пророцтва» — дару вищих одкровень. За їхнім вченням, саме це є основними ознаками істинної Церкви останніх днів перед Другим пришестям Христа. Для віровчення АСД характерна також віра у служіння Ісуса Христа у небесному храмі (святилищі), а також віра у Святу Трійцю (Триєдиність Бога — Отця, Сина і Святого Духа), вчення про повну правонаступність новозаповітної Церкви від старозаповітного Ізраїля («народу Божого»).
Адвентисти сьомого дня заперечують вчення про безсмертя душі й вічні муки для невіруючих. Адвентисти сьомого дня вірять, що під час другого пришестя Ісуса Христа відбудеться перше воскресіння померлих для вічного життя; решта ж тих, хто відкинув благодать Божу, воскреснуть після Тисячолітнього царства для засудження й будуть покарані за гріхи смертю — їх буде цілковито знищено вогнем.
Передусім адвентисти сьомого дня знайомлять людину з сенсом віри; вона усвідомлює, що їй потрібен Ісус Христос та звертається до Ісуса, який перетворює її життя. Зрештою людина обирає Його своїм Господом, засвідчивши це актом хрещення. Хрещенню надається глибоке значення: подібне до того, як Ісус Христос помер і третього дня воскрес, людина, поринаючи у воду, переживає «поховання», а потім воскресає для нового життя з Ісусом Христом, тим самим залишаючи позаду всі свої гріхи та починаючи нове життя — чисте і безгрішне. Тому адвентисти сьомого дня здійснюють хрещення повним зануренням у воду.
Засновники адвентистського руху закликали бути прибічниками пацифізму — повного утримання від участі у війнах та добровільної служби у різних силових структурах; багато хто виступав за релігійну свободу — принцип відокремлення церкви від держави, світського державного устрою та політики невтручання церкви до справ держави і навпаки; те саме багато адвентистів визнають і нині. Сьогодні відмова від служби в армії та силових структурах в ортодоксальних адвентистів стала «добровільною справою» совісті кожного окремого члена церкви. Кожен член церкви ортодоксальних АСД тепер вирішує сам для себе, як йому вчинити. У церквах адвентистів реформаційних рухів за добровільну контрактну службу в лавах збройних сил передбачено відлучення від громади, а у громадах ортодоксальних адвентистів цього немає.
Відлучати від громади належить за серйозні гріхи члена церкви, релігійного чи морального плану (єресь, негідна поведінка, необґрунтоване розлучення, недотримання суботи тощо). Вилучення зі списків громади передбачено також для тих, хто давно (зазвичай понад два роки) не відвідував богослужбові зібрання громади, чи тих, хто перейшов до іншого віровизнання, причому це ухвалюють голосуванням на засіданні членів громади. Відлучення від громади не означає анафеми, що відрізняє АСД від низки інших конфесій.

### Вегетаріанство
Більшість членів церкви намагаються вести здоровий спосіб життя і не вживають алкоголь, тютюн та уникають інших поганих звичок. Серед вірян також популярне вегетаріанство.
Приблизно 35% адвентистів є вегетаріанцями чи веганами, згідно з опитуванням, здійсненим у всьому світі у 2002 році локальними лідерами церков.

## Організація

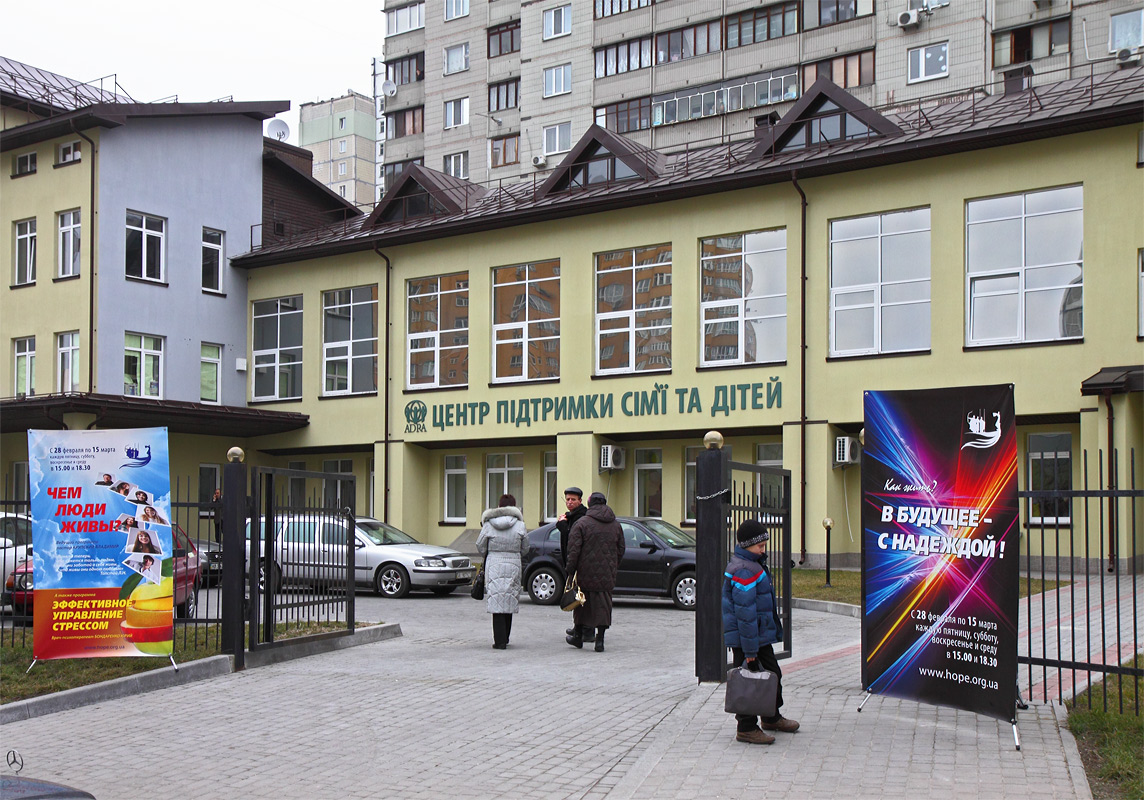
Адвентистський центр підтримки сім’ї та дітей в місті Київ

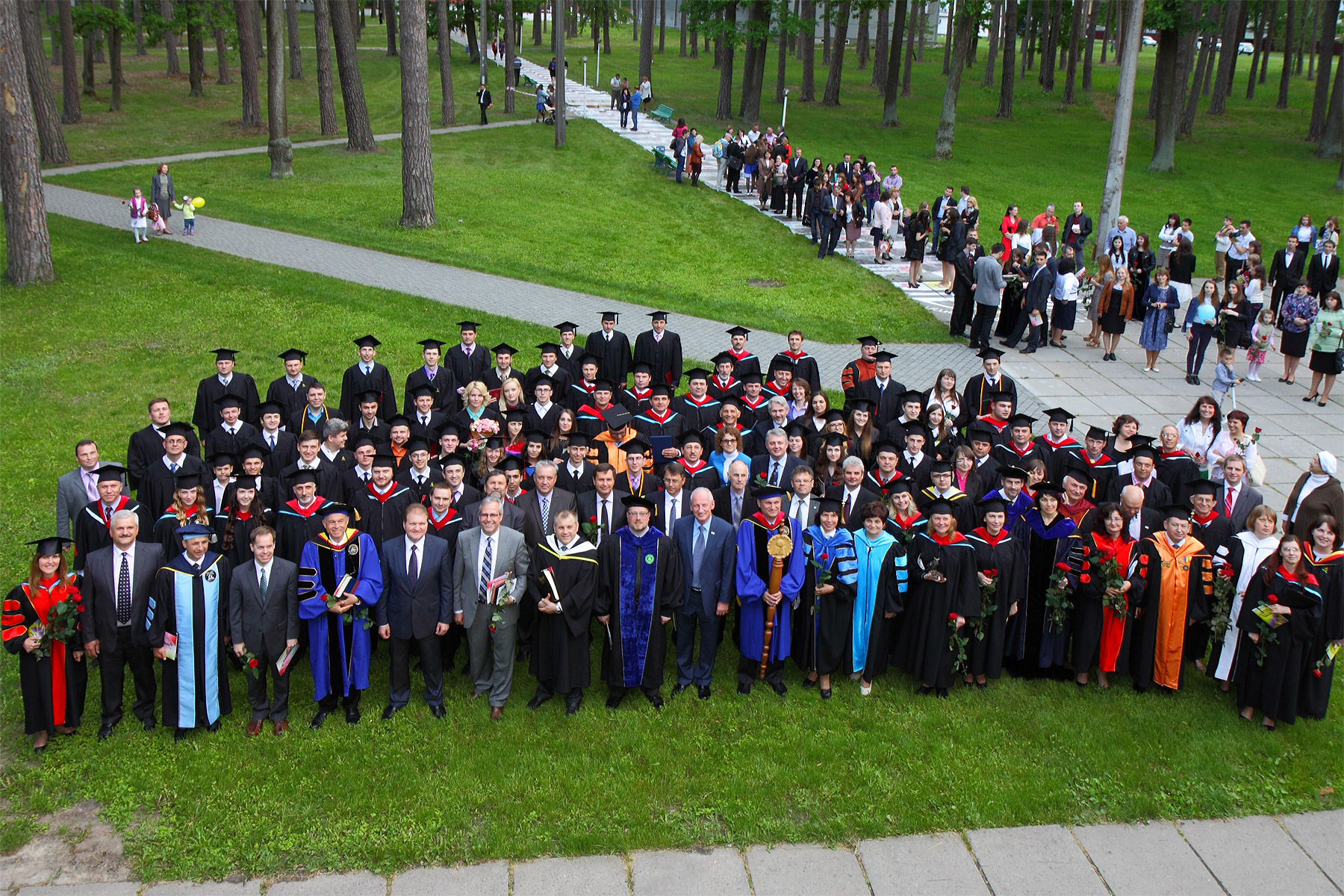
Випуск в Українському Гуманітарному Інституті, м. Буча

Для церкви АСД характерний представницький (виборно-ієрархічний) тип організації; усі керівні посади у церкві є виборними.
Всесвітня організація церкви АСД налічує понад 20 мільйонів дорослих членів церкви. Вона складається з 13 дивізіонів (регіональних організацій); вищим представницьким органом є Генеральна Конференція (ГК, також має назву «всесвітня місія»), котру очолює Генеральна Асоціація, що є вищим керівним органом на чолі з самим президентом ГК. Сесії Генеральної конференції скликаються раз на 5 років, востаннє — у 2010 році. На сесії Генеральної конференції обирають президента Генеральної конференції та інших керівних осіб, ухвалюють організаційні та доктринальні питання. З червня 2010 року президентом є Тед Вільсон (Ted N.C. Wilson). Офіс Генеральної конференції розташований у США (штат Меріленд). Сесії Генеральної конференції найчастіше скликають у містах Північної Америки та Західної Європи.

#### Дивізіони і окремі місійні поля
| Дивізіони                                     | Розташування штабквартири   |
| --------------------------------------------- | --------------------------- |
| Дивизіон Східної і Центральної Африки         | Найробі, Кенія              |
| Євро-Азіатський дивізіон                      | Москва, росія               |
| Інтер-Американський дивізіон                  | Маямі, Сполучені Штати      |
| Інтер-Європейський дивізіон                   | Берн, Швейцарія             |
| Північно-Американський дивізіон               | Колумбія, Сполучені Штати   |
| Північний Азійсько-Тихоокеанський дивізіон    | Коян, Південна Корея        |
| Південний Африкансько-Індоокеанський дивізіон | Центуріон, ПАР              |
| Південно-Американський дивізіон               | Бразіліа, Бразилія          |
| Південно-Тихоокеанський дивізіон              | Уорунга, Австралія          |
| Південно-Азійський дивізіон                   | Хосур, Індія                |
| Південний Азійсько-Тихоокеанський дивізіон    | Сіланг, Філіппіни           |
| Транс-Європейський дивізіон                   | Сент-Олбанс, Великобританія |
| Західний Центрально-Африканський дивізіон     | Абіджан, Кот-д'Івуар        |

| Місіонерське поле                         | Розташування штабквартири |
| ----------------------------------------- | ------------------------- |
| Уніон Близького Сходу та Північної Африки | Бейрут, Ливан             |
| Ізраільське поле                          | Ієрусалим                 |
| Китайський уніон                          | Гонконг                   |
| Український уніон                         | Київ                      |

#### Український уніон
Український уніон об'єднує 9 конференцій:
- Буковинську з центром у Чернівцях, яка об'єднує громади Івано-Франківської, Тернопільської та Чернівецької областей;
- Східну з центром у Донецьку, що об'єднує громади Донецької та Луганської областей;
- Східно-Дніпровську з центром у Дніпрі, що охоплює громади Дніпропетровської, Запорізької і Харківської областей;
- Дніпровську з центром у Черкасах, що об'єднує громади Кіровоградської, Черкаської та Полтавської областей;
- Західну із центром у Львові, що об'єднує громади Львівської, Волинської, Рівненської, Закарпатської областей;
- Київську з центром у Києві, що об'єднує міські громади столиці;
- Подільську з центром у Вінниці, що об'єднує громади Вінницької, Житомирської та Хмельницької областей;
- Центральну з центром у Києві, що об'єднує громади Київської, Сумської та Чернігівської областей;
- Південну із центром у Миколаєві, що об'єднує громади республіки Крим, Одеської, Миколаївської, Херсонської областей.

Самі адвентисти оцінюють кількість членів своєї церкви у світі в 20,7 мільйонів. Станом на 2010 рік налічувалося до 16,3 млн дорослих хрещених членів церкви, а з усіма, хто відвідує церковні богослужіння й дітей — до 30 млн осіб; натомість у 1966 році їх налічувалося трохи більше 1,6 млн.
Станом на кінець 2020 року сайт Української уніонної конференції повідомляв про 46240 членів церкви в Україні.
Залишається сталою кількість релігійних структур Української уніонної конференції церкви Адвентистів сьомого дня (АСД). На кінець 2013 року, як і на початок 2012 року, АСД нараховує в Україні 1080 релігійних організацій, що становить 10,2% протестантських громад або 2,9% від усієї загальнодержавної мережі. Структура АСД, яка на початок 2009 року нараховувала 1087 одиниць, за останні 4 роки зросла на 7 одиниць, а у 2012 році не змінилася (загальнодержавний приріст 1,4%). Кількість громад на кінець 2020 року не змінилася і становить 1080.
Найбільша кількість громад АСД діє у Північно-Центральному регіоні, тоді як у Західному та Південно-Східному регіонах їх концентрація практично рівна: Вінницька — 101, Чернівецька — 99, Черкаська — 75, Закарпатська — 53, Київська — 53, Донецька — 49, Полтавська — 48, Дніпропетровська — 47, Одеська — 47, Волинська — 46, Хмельницька — 43 громади. АСД має у своєму складі 1 центр, 9 регіональних управлінь, 1061 громаду (1179 священнослужителів), 3 місії, 1 братство, 4 духовні навчальні заклади (308 слухачів), 728 недільних шкіл. Громада керує діяльністю 10 періодичних видань.